# جيل والش
جيل والش (بالإنجليزية: Jill Walsh) هي دراجة أمريكية، ولدت في 19 يونيو 1963 في روتشستر في الولايات المتحدة.